# Hubertuswarte

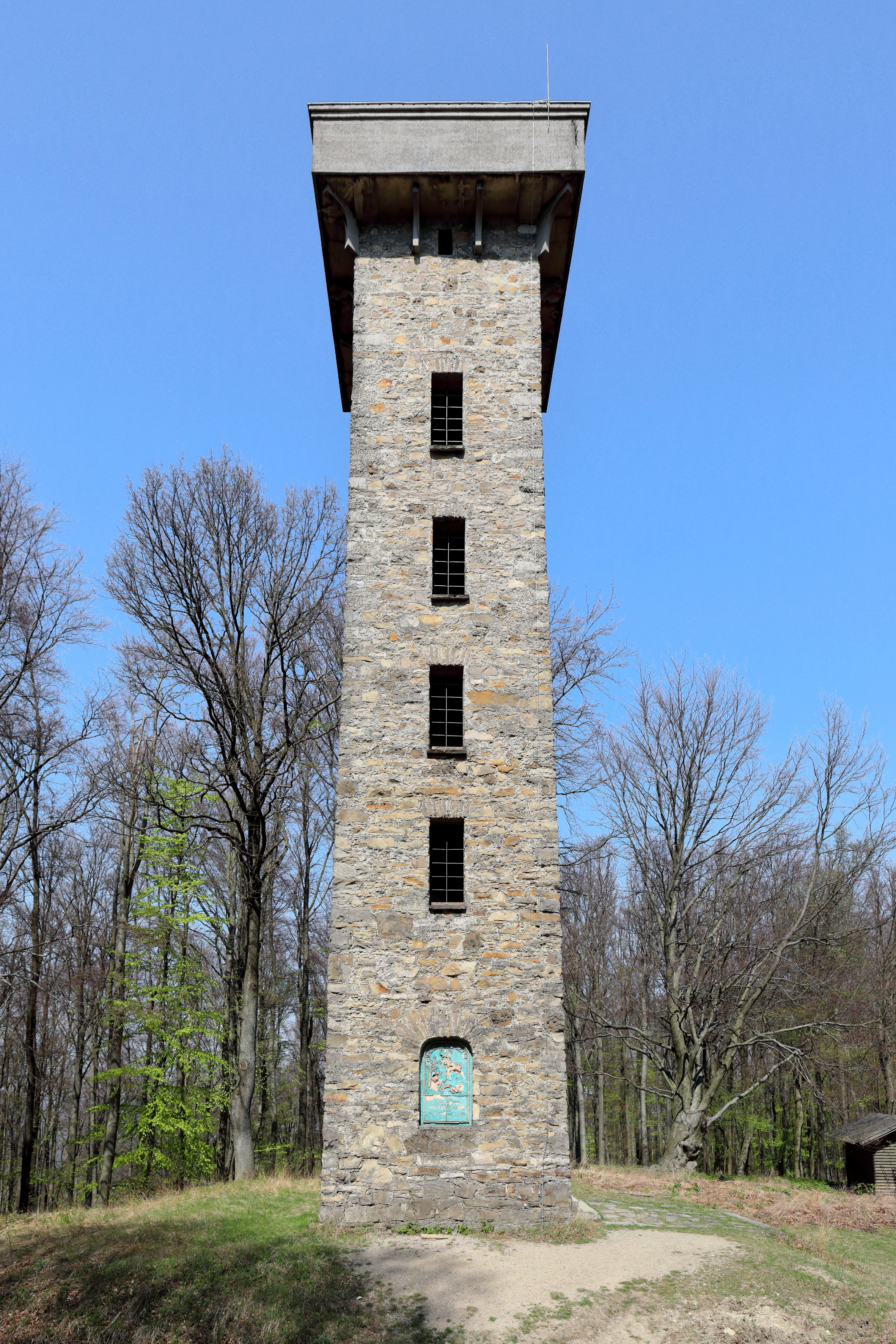
Hubertuswarte

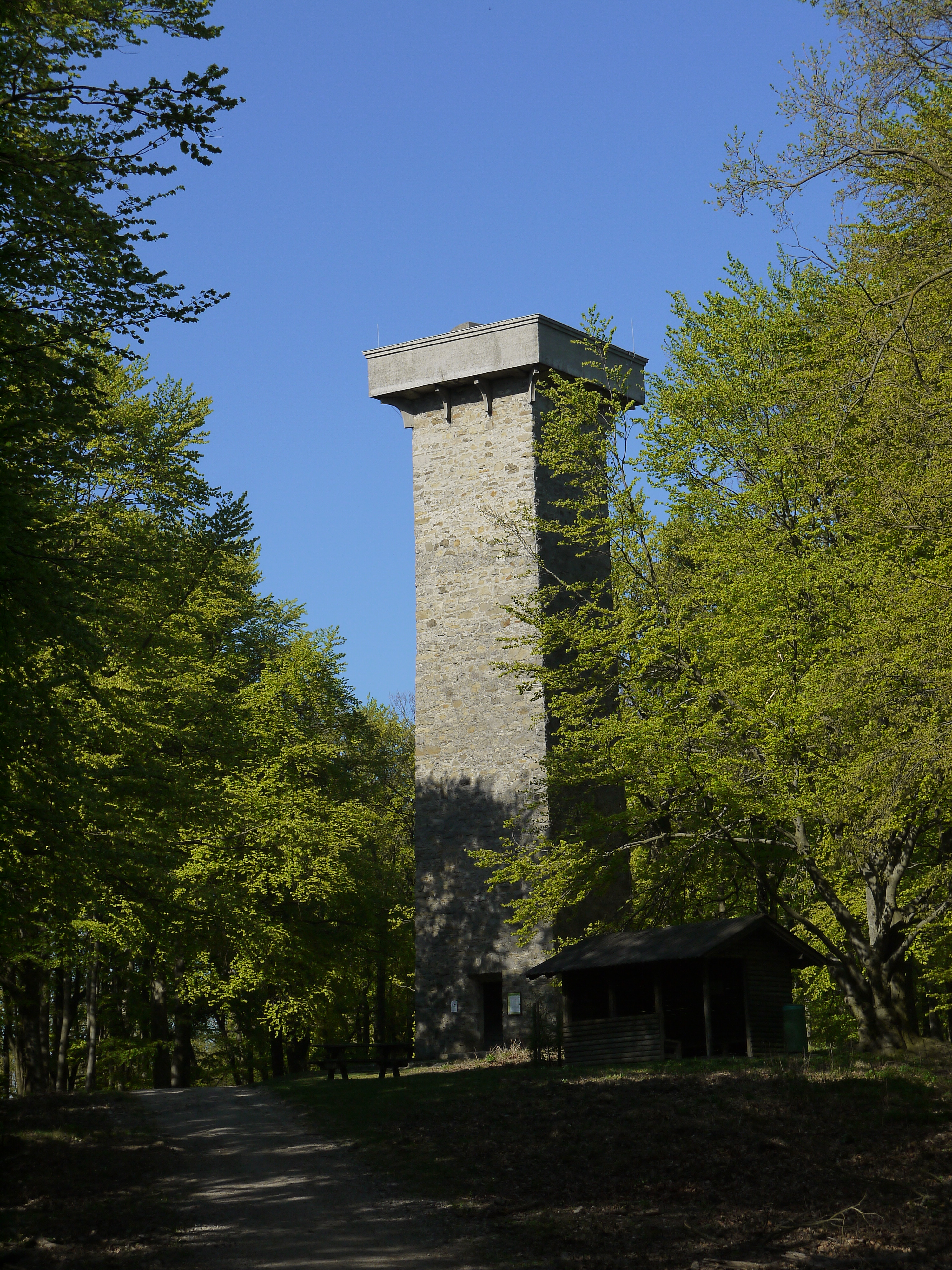
Ostansicht der Warte

Die Hubertuswarte befindet sich auf dem 508 m hohen Kaltbründlberg im Lainzer Tiergarten in Wien und ist nach dem hl. Hubertus, Bischof von Lüttich und Schutzpatron der Jagd, benannt.

## Geschichte

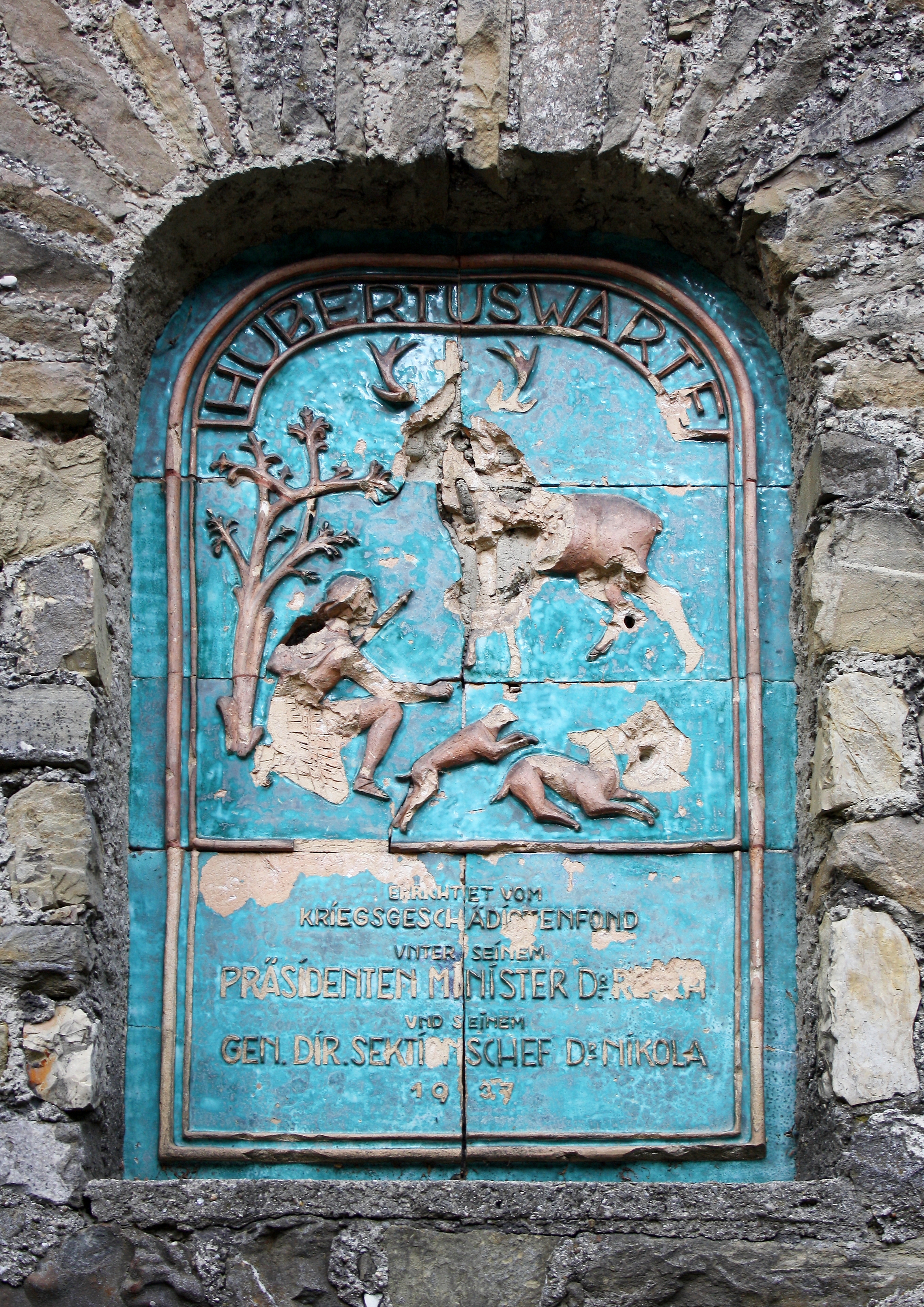
Gedenktafel

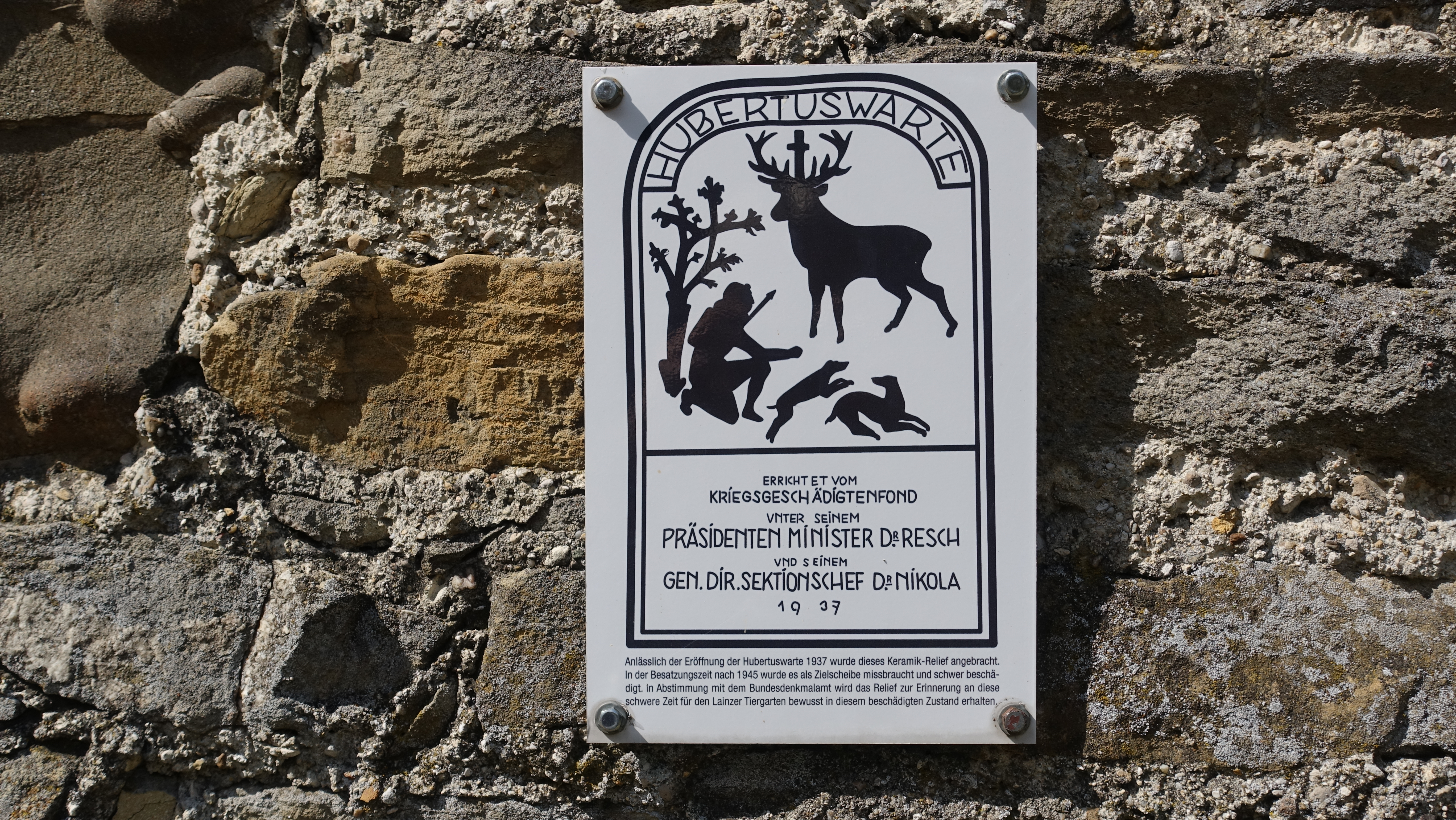
Hubertuswarte - Schild

Während des Ersten Weltkrieges wurde auf dem Kaltbründlberg, dem zweithöchsten Berg von Hietzing, ein militärischer Beobachtungsturm errichtet. Nach dem Verfall des Turmes wurde von den Besuchern des Lainzer Tiergartens, der nach dem Krieg der Öffentlichkeit zugänglich gemacht wurde, ein neuer Aussichtsturm gefordert. 1937 wurde vom Kriegsgeschädigtenfonds, der den Tiergarten von der Republik Österreich übertragen bekommen hatte, nach längerem Zögern die heutige Hubertuswarte errichtet.

## Bauwerk
Die Höhe der Warte bis zur Plattform beträgt 20,1 m, die Gesamthöhe 22,4 m. Die Warte ist ein wehrturmartig wirkender Turm aus Bruchsteinmauerwerk mit einem quadratischen Querschnitt und leicht konisch. Den Abschluss bildet eine auskragende Betonplattform. Dort bietet sich ein Rundumblick über Wien und die umliegenden Berge.
Der Aufstieg erfolgt über eine innenliegende halbrunde Betonstiege mit 122 Stufen. Die Stiegenhausbelichtung erfolgt über vier südseitig angeordnete Fenster.
Ebenfalls südseitig und ebenerdig befindet sich eine blaue glasierte Tonrelief-Gedenktafel mit Inschrift und dem hl. Hubertus. Die Tafel wurde angeblich nach 1945 beschädigt und danach „zur Erinnerung an diese schwere Zeit“ in diesem Zustand belassen.